# Гдинський тролейбус

Схема тролейбусних маршрутів Гдині

Гдинський тролейбус — одна з трьох існуючих тролейбусних систем у Польщі (разом з Любліном і Тихим). Гдинська мережа також обслуговує Сопот. Підприємство Тролейбусної Мережі в Гдині  — наразі єдине підприємство, яке обслуговує тролейбусні перевезення в Гдині та Сопоті, що діє, як підчастина Управління міського транспорту в Гдині. Гдинські тролейбуси становлять близько 30 % перевезень у всьому громадському транспорті Гдині. Щорічно вони долають понад 4000 тисяч кілометрів і перевозять близько 350 млн пасажирів.

## Історія
Ідея створення тролейбусної мережі народилася у головах влади міста Гдиня перед Другою світовою війною. Незважаючи на дуже серйозні плани, замість «тролейбусів» (як їх називали тоді), 1929 було вирішено запустити автобусну систему. Хоча автобуси були значно дорожчими в експлуатації, будівництво мережі у швидко-розвиваючомуся місті стало б неоплачуваним.

### Повстання тролейбусної мережі
Змушенні через брак палива, тролейбусну мережу впровадили окупанти з Німеччини. 18 вересня 1943 року на вулиці міста виїхав перший тролейбус, виконуючи маршрут від Міськради до Залізничного вокзалу «Гдиня-Хилоня». Тролейбусні маршрути спочатку обслуговувало десять тролейбусів Henschel, з електрообладнанням AEG. Кузов усіх тролейбусів сконструювала Гданська Вагонна Фабрика. Виміняна серія мала реєстраційні номери 201—210 та була пристосована до транспортування пасажирських причепів, які також зібрані на Гданській Вагонній Фабриці. Також поступово вводили рухомий склад з окупованих країн. Це були тролейбуси ЯТБ-2 з Києва, Alfa Romeo, Fiat Breda та Tallero з Мілану і Риму. Під час штурму радянських військ Гдині в 1945 р. тролейбуси були елементами барикад.

### Криза повоєнних часів
Після війни група людей, котрі взяли на себе важку задачу відбудови тролейбусної мережі, складались з малої частини спеціалістів, які раніше працювали в тролейбусній промисловості. Значна частина зустрічалась з тролейбусом вперше, маючи лише добрі наміри і ентузіазм до роботи. Зорганізовано акцію по збірці залишків від тролейбусів по місто і околиці, що їх мали доставити до депо по вулиці Дердовського.

### Реактивація лінії
19 березня 1946 р. відкрито тролейбусну лінію на відрізку від депо по вул. Дердовського до Міськради, де на колишньому паркінгу збудовано розворотне кільце. На цьому маршрути курсували перші три відновлені тролейбуси Henschel. Наступним етапом розбудови мережі було її подовження до Орлова як лінії № 11, після чого послідовно почали «оживляти» тролейбуси Henschel, Alfa Romeo та Fiat Breda, долаючи ряд технічних трудностей. Крім тролейбусів, що залишились після окупації, з МЗК Ольштин передано три тролейбуси типу Henschel 01 та один тролейбус типу Büssing, які по ремонті почали експлуатувати.
2 жовтня 1946 р. запущено тролейбусний маршрут в рамках від Кашубської площі і до вокзалу Хилоня. Одночасно запущено підстанції Грабувек з напрягом 720 кВ. Під кінець 1947 р. у Тролейбусному господарстві налічувалось 24 тролейбуса та 3 причепа. це дало можливість подовжити лінію від Орлова в Сопот. У 1949 р. після підписання угоди з МПК Вроцлав, до Гдині передано 8 тролейбусів Tallero, що їх в неробочому стані залишили Німці. Два тролейбуси із цієї ж серії знаходились в Гдині, також привезені окупантом та відремонтовані гдинським екіпажем в 1948 р. Передані з Вроцлава тролейбуси після закінчення ремонту в 1950 р. скеровані до експлуатації. Отримавши реєстраційні номери 230—237 вони обслуговували маршрути до Сопота і Хилоні. 22 серпня 1949 р. введено в дію нову тролейбусну лінію до Малого Кацка, яка отримала № 23. На обслуговування цього маршруту вперше вжито щойно отримані тролейбуси французької фірми Vetra в кількості 13 шт. Отримали реєстраційні номери 300—312. 29 жовтня 1949 р. запущено новий маршрут до Оксивя (кільце біля штаб-квартири ВМФ), котрий мав № 24. 5 листопада 1950 р. тролейбусну мережу подовжено від Хилоні до Тісовей, при цьому запускаючи лінію Кашуська площа — Тісова (№ 25). Існуючу лінію по вул. Сілезькій закінчили кільцем на Грабувку, що увійшла в історію, як лінія № 22.
Під кінець 1953 р. в Гдині функціонувало 5 тролейбусних маршрутів.

## Маршрути
На даний момент у Гдині курсують 12 тролейбусних маршрутів, в тому числі 2 до Сопота. Крім того, є 1 з'їздний маршрут від різних частин міста до депо і 1 до'їздний до початкового кільця, підбираючий по дорозі пасажирів. Нумерація Гдинських тролейбусних маршрутів є двоцифрова, починаючи з номера 20. З'їздні тролейбусні маршрути (так само, як і автобусні) мають трицифрову нумерацію із цифрою сім на чолі.

### Звичайні
| №  | Маршрут |
| -- | --- |
| 20 | Гдиня — Залізничний вокзал — пл. Конституції — Вуйта Радткого (назад: Яна з Кольна) — Кашубська пл. — Святоянська — 10 Лютого — Під'їзд — морська — Хилонська — Цісова СКМ і назад |
| 21 | Гдиня — Залізничний вокзал — Двірцева — 10 Лютого — Святоянська — рондо св. Максиміліана — ал. Перемоги — (Сопот) ал. Незалежності — Сопот Рея і назад |
| 22 | Гдиня — Залізничний вокзал — пл. Конституції — Вуйта Радткого (назад: Яна з Кольна) — Кашубська пл. — Святоянська — (назад: рондо св. Максиміліана — Святоянська) — ал. Пілсудського — Сілезька — Варшавська — Морська — Хилонська — Цісова СКМ і назад                                                              |
| 23 | Stocznia Gdynia — al. Solidarności — Janka Wiśniewskiego — pl. Konstytucji — Wójta Radtkiego (z powrotem: Jana z Kolna) — plac Kaszubski — Świętojańska — al. Zwycięstwa — Wielkopolska — Chwaszczyńska — Nowowiczlińska — Rdestowa — Chwaszczyńska — Starochwaszczyńska — Kacze Buki i z powrotem                   |
| 24 | Stocznia Gdynia — al. Solidarności — Węzeł Ofiar Grudnia ’70 — Janka Wiśniewskiego — pl. Konstytucji — Wójta Radtkiego (z powrotem: Jana z Kolna) — plac Kaszubski — Świętojańska — rondo św. Maksymiliana — al. Zwycięstwa — Wielkopolska — Chwaszczyńska — Nowowiczlińska — Miętowa — Dąbrowa Miętowa i z powrotem |
| 25 | 3 Maja — Hala — Wójta Radtkego (z powrotem: Jana z Kolna) — Świętojańska — 10 Lutego — Podjazd — Morska — Owsiana — Cisowa SKM i z powrotem |
| 26 | Orłowo SKM «Klif» — al. Zwycięstwa — Świętojańska — al. Piłsudskiego (z powrotem: rondo św. Maksymiliana) — Śląska — Warszawska — Morska — Cisowa Sibeliusa i z powrotem |
| 27 | Kacze Buki — Starochwaszczyńska — Chwaszczyńska — Rdestowa — Nowowiczlińska — Chwaszczyńska — Wielkopolska — al. Zwycięstwa — Świętojańska — al. Piłsudskiego — Śląska — Warszawska — Morska — Chylońska — Cisowa SKM i z powrotem                                                                                   |
| 28 | 3 Maja — Hala — Wójta Radtkego (z powrotem: Jana z Kolna) — Świętojańska — 10 Lutego — Podjazd — Morska — Chylońska — Chylonia Dworzec PKP (pl. Dworcowy) — Kartuska — Jaskółcza — Chabrowa — Pustki Cisowskie i z powrotem                                                                                          |
| 29 | Grabówek SKM — Zakręt do Oksywia — Morska — Podjazd — 10 Lutego — Świętojańska — rondo św. Maksymiliana — — al. Zwycięstwa — Wielkopolska — Chwaszczyńska — Nowowiczlińska — Dąbrowa Tesco — (wybrane kursy do: Dąbrowa Miętowa) i z powrotem                                                                        |
| 30 | Gdynia Dworzec Główny PKP — plac Konstytucji — Wójta Radtkiego (z powrotem: Jana z Kolna) — plac Kaszubski — Świętojańska (z powrotem: rondo św. Maksymiliana — Świętojańska) — al. Piłsudskiego — Śląska — Warszawska — Morska — Cisowa Sibeliusa i z powrotem                                                      |
| 31 | Kacze Buki — (co drugi kurs do: Dąbrowa Miętowa) — Starochwaszczyńska — Chwaszczyńska — Rdestowa — Nowowiczlińska — Chwaszczyńska — Wielkopolska — al. Zwycięstwa — (Sopot) al. Niepodległości — Sopot Reja i z powrotem                                                                                             |

### Доповнюючі
| №   | Маршрут |
| --- | --- |
| 710 | Kacze Buki — Starochwaszczyńska — Chwaszczyńska — Rdestowa — Nowowiczlińska — Chwaszczyńska — Wielkopolska — al. Zwycięstwa — Świętojańska — 10 Lutego — Podjazd — Morska — Zakręt do Oksywia — Grabówek SKM            |
| 710 | Cisowa SKM — Chylońska — Morska — Zakręt do Oksywia — Grabówek SKM |
| 710 | Cisowa SKM — Owsiana — Morska — Zakręt do Oksywia — Grabówek SKM |
| 710 | Dąbrowa Miętowa — Miętowa — Nowowiczlińska — Chwaszczyńska — Wielkopolska — al. Zwycięstwa — Świętojańska — 10 Lutego — Podjazd — Morska — Zakręt do Oksywia — Grabówek SKM                                             |
| 710 | Cisowa Sibeliusa — Morska — Zakręt do Oksywia — Grabówek SKM |
| 710 | 3 Maja — Hala — Wójta Radtkego — plac Kaszubski — Świętojańska — 10 Lutego — Podjazd — Morska — Zakręt do Oksywia — Grabówek SKM                                                                                        |
| 710 | Gdynia Dworzec Gł. PKP — pl. Konstytucji — Wójta Radtkiego — plac Kaszubski — Świętojańska — 10 Lutego — Podjazd — Morska — Zakręt do Oksywia — Grabówek SKM                                                            |
| 710 | Sopot Reja — al. Niepodległości — (Gdynia) al. Zwycięstwa — Świętojańska — 10 Lutego — Podjazd — Morska — Zakręt do Oksywia — Grabówek SKM                                                                              |
| 710 | Pustki Cisowskie — Chabrowa — Jaskółcza — Kartuska — Chylońska — Morska — Zakręt do Oksywia — Grabówek SKM |
| 710 | Orłowo SKM — «Klif» — al. Zwycięstwa — Świętojańska — 10 Lutego — Podjazd — Morska — Zakręt do Oksywia — Grabówek SKM                                                                                                   |
| 710 | Stocznia Gdynia — al. Solidarności — Węzeł Ofiar Grudnia ’70 — Janka Wiśniewskiego — pl. Konstytucji — Wójta Radtkego — plac Kaszubski — Świętojańska — 10 Lutego — Podjazd — Morska — Zakręt do Oksywia — Grabówek SKM |
| 723 | Morska — Estakada — Morska — Podjazd — 10 Lutego — Świętojańska — plac Kaszubski — Jana z Kolna — Janka Wiśniewskiego — Węzeł Ofiar Grudnia 70 — al. Solidarności — Stocznia Gdynia                                     |

## Рухомий склад

### Тролейбуси, що експлуатувалися раніше

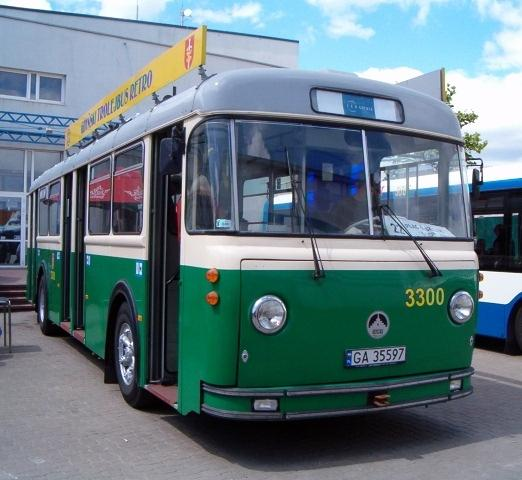
Швейцарський ретро-тролейбус Saurer 4IILM 1957 р. побудови

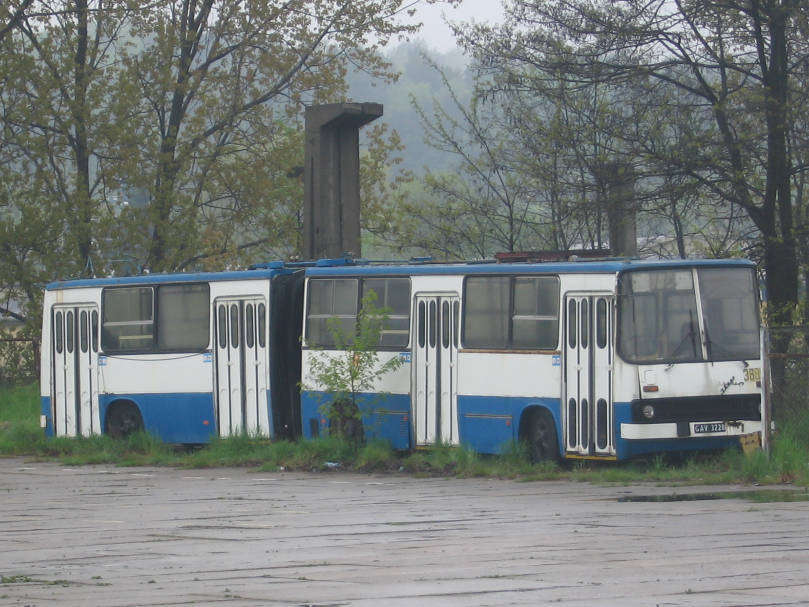
Ikarus 280E в депо Редловє. Після завершення його експлуатації у зв'язку з відсутністю коштів, на ремонт тролейбус потрапив без задоволення працівників. Через деякий час в лавах Люблінського Товариства Екологічних видів громадського транспорту (не ходовий).

| Модель                                | Роки експлуатації |
| ------------------------------------- | ----------------- |
| Henschel/AEG/Гданська Вагонна Фабрика | 1943-1960         |
| Henschel/Schumann/Siemens typ 01      | 1944-1956         |
| Mercedes-Benz O-B/AEG                 | 1947-1953         |
| Henschel/Kassbohrer/AEG               | 1947-1958         |
| ЯТБ-2                                 | 1950-1953         |
| Fiat 672 F101/Breda/Veresina          | 1947-1958         |
| Alfa-Romeo/Macchi-Marelli             | 1947-1958         |
| Fiat 672 F101/Tallero-Milano          | 1948-1958         |
| Bussing 400T/AEG                      | 1948-1958         |
| Bussing 900T/AEG                      | 1948-1957         |
| Vetra VBR4                            | 1949-1960         |
| Škoda 8Tr                             | 1958-1975         |
| Škoda 9Tr                             | 1962-1979         |
| Skoda SM11/WPK (prototyp)             | 1976-1979         |
| ЗіУ-9                                 | 1975-1998         |
| Jelcz-Berliet PR100E (prototyp)       | 1977-1978         |
| Ikarus 280E                           | 1990-2001         |
| Jelcz PR110E                          | 1976-2011         |
| Jelcz 120MTE                          | 1992-2011         |
| Jelcz 120MT                           | 1998-2012         |

### Історичний маршрут 326
Маршрут 326 був запущений 1 липня 2012. Його траса проходить по вулицях Морській, 10 лютого, Святоянській, Пілсудського і Перемоги до кільця «Орлово SKM-Klif». Тролейбуси маршруту 326 працюють по неділях та на святкові дні в період з 1 травня по 31 жовтня.

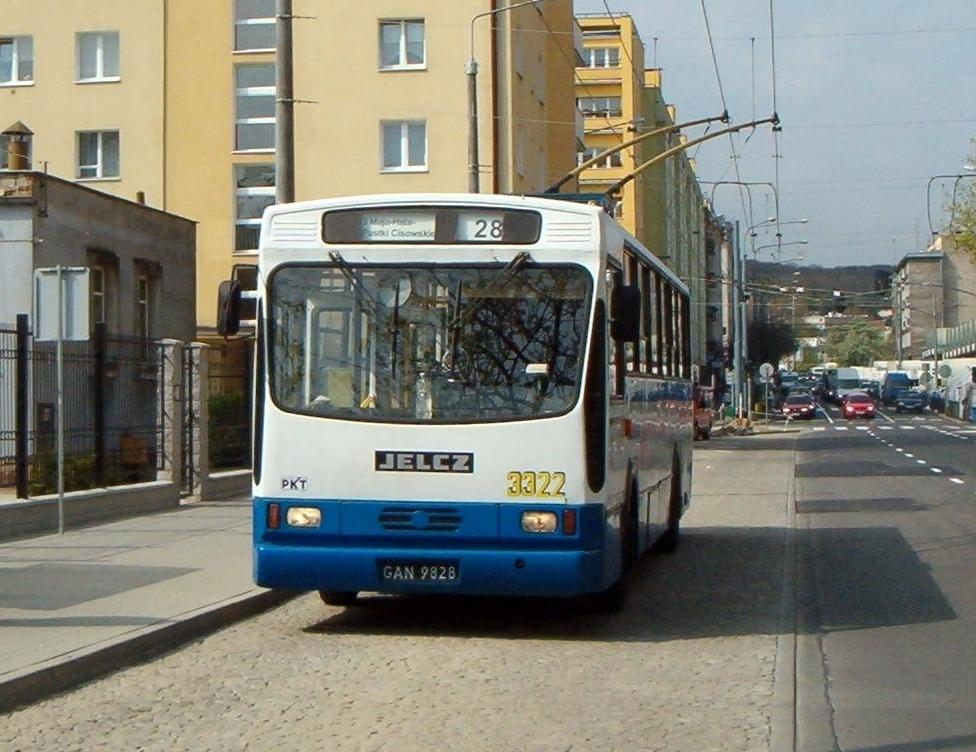
Jelcz 120MTE з Гдині.

| Модель         | Експлуатується з |                | Кількість |
| -------------- | ---------------- | -------------- | --------- |
| Jelcz 120MT    | 1999             |                | 1         |
| Saurer 4IILM   | 2003             |                | 1         |
| Škoda 9Tr      | 2010             |                | 1         |
| Jelcz 120MTE   | 1992             |                | 1         |
| Всі тролейбуси | Всі тролейбуси   | Всі тролейбуси | 4         |

### Тролейбуси, що експлуатуються в наші дні
| Рухомий склад [Архівовано 10 серпня 2014 у Wayback Machine.] | Zestawienie pojazdów [Архівовано 10 серпня 2014 у Wayback Machine.] | Baza pojazdów [Архівовано 3 травня 2014 у Wayback Machine.] | Galeria trolejbusów [Архівовано 15 квітня 2014 у Wayback Machine.] | Phototrans PKT Gdynia [Архівовано 13 липня 2014 у Wayback Machine.] |
| ------------------------------------------------------------ | ------------------------------------------------------------------- | ----------------------------------------------------------- | ------------------------------------------------------------------ | ------------------------------------------------------------------- |

| Модель                         | Експлуатується з           |                            | Кількість |
| ------------------------------ | -------------------------- | -------------------------- | --------- |
| Jelcz M121E                    | 1999                       |                            | 1         |
| MB O405NE                      | 2004                       |                            | 16        |
| MB O405N2E                     | 2007                       |                            | 5         |
| MB O405N2I                     | 2007                       |                            | 1         |
| MB O405N3E                     | 2008                       |                            | 1         |
| MB O405N2AC                    | 2009                       |                            | 5         |
| Mercedes-Benz Citaro O530 Tr12 | 2011                       |                            | 2         |
| Solaris Trollino 12T           | 2001                       |                            | 4         |
| Solaris Trollino 12AC          | 2003                       |                            | 16        |
| Solaris Trollino 12M           | 2009                       |                            | 32        |
| Solaris Urbino 12T             | 2012                       |                            | 3         |
| Всі тролейбуси                 | Всі тролейбуси             | Всі тролейбуси             | 86        |
| Низькопідлогові тролейбуси     | Низькопідлогові тролейбуси | Низькопідлогові тролейбуси | 100 %     |

### Службові машини

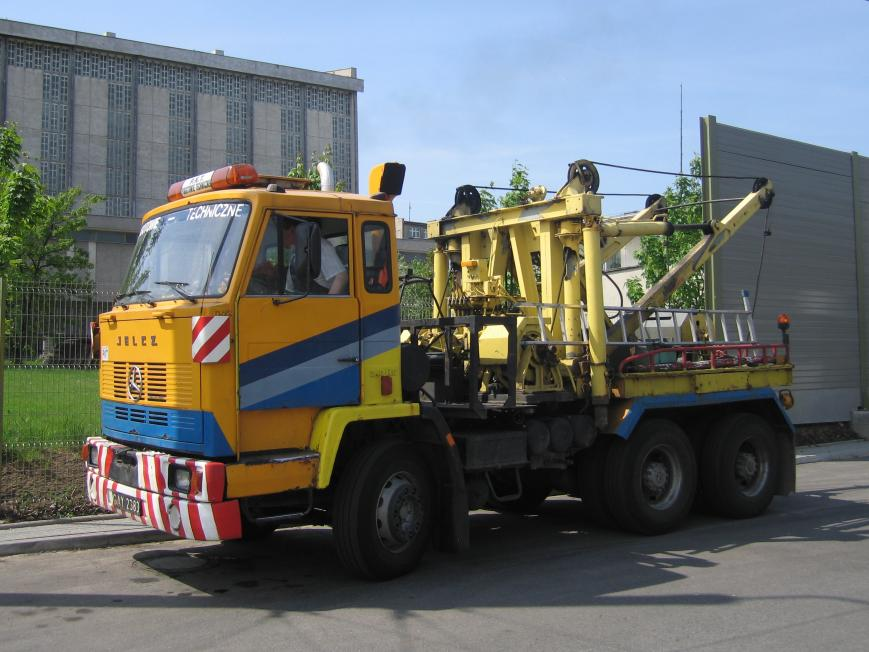
Гдинський буксир Jelcz C-642 на території депо PKT

| Модель               | Призначення                 | Експлуатується з     | Кількість |
| -------------------- | --------------------------- | -------------------- | --------- |
| DAF LF               | Pojazd wieżowy              | 2010                 | 1         |
| Citroën C15          | Lekkie pogotowie techniczne | 2003                 | 1         |
| Fiat Ducato          | Zaopatrzenie                | 2003                 | 1         |
| Jelcz 317D           | Тягач                       | 1989                 | 1         |
| Jelcz C-642          | Буксир                      | 1991                 | 1         |
| Star 200             | Pojazd wieżowy              | 1990                 | 2         |
| Star Ż-28            | Pojazd wieżowy              | 1978                 | 2         |
| Wszystkie pojazdy    | Wszystkie pojazdy           | Wszystkie pojazdy    | 9         |
| Średni wiek pojazdów | Średni wiek pojazdów        | Średni wiek pojazdów | 11,7 lat  |